# Дауилкольський сільський округ
Дауилко́льський сільський округ (каз. Дауылкөл ауылдық округі, рос. Дауылкольский сельский округ) — адміністративна одиниця у складі Кармакшинського району Кизилординської області Казахстану. Адміністративний центр та єдиний населений пункт — село Турмаганбет.
Населення — 1728 осіб (2021; 2240 у 2009, 2347 у 1999, 2165 у 1989).
Станом на 1989 рік існувала Дауликольська сільська рада (села Барболди, Куйєу-Айсар, Леніна).

## Склад
До складу округу входять такі населені пункти:
| Населений пункт   | Колишні назви | Населення, осіб (1989) | Населення, осіб (1999) | Населення, осіб (2009) | Населення, осіб (2021) |
| ----------------- | ------------- | ---------------------- | ---------------------- | ---------------------- | ---------------------- |
| Барболди, село    | -             | 15                     | -                      | -                      | -                      |
| Турмаганбет, село | Леніна        | 2129                   | 2347                   | 2240                   | 1728                   |
| Куйєу-Айсар, село | -             | 21                     | -                      | -                      | -                      |